# Richard Penaskovic
Richard Penaskovic (* 11. Februar 1941) ist ein US-amerikanischer römisch-katholischer Theologe.

## Leben
Penaskovic studierte Philosophie am St. Hyacinth College, römisch-katholische Theologie an der Universität Innsbruck in Österreich, an der Universität Würzburg und an der Universität München. Nach seinem Studium war er als katholischer Religionslehrer an der Canevin High School in Pittsburgh und danach an der St. Francis Ecumenical High School in New York City tätig.
Er ist seit 1984 als Hochschullehrer für Katholische Theologie an der Auburn University in Alabama tätig.

## Schriften
- Open to the Spirit: The Notion of the Laity in the Writings of John Henry Newman. 1972, OCLC 220231651.
- Theology & Authority: Maintaining a Tradition of Tension. Peabody, Hendrickson Publishers, Massachusetts 1987, ISBN 0-913573-77-9.
- Cut From the Same Cloth: Merry del Val and Joseph Ratzinger. In: Ronald Burke: Modernism: Contexts In History. Spring Hill College 1987.
- On Taming Your Muse. In: A Scholar’s Guide to Academic Journals in Religion. Metuchen, The Scarecrow Press, New Jersey und London 1988.
- Critical Thinking and the Academic Study of Religion. Scholars Press, Atlanta, Georgia 1997, ISBN 0-7885-0360-X.
- Bobby Brown & Richie Blue: A Spiritual Memoir. Hamilton Books, Rowman & Littlefield, ISBN 1-282-48003-0.
- Peacebuilding In A Fractious World: On Hoping against All Hope, edited by Richard Penaskovic & Mustafa Sahin, Eugene, OR: Pickwick Publications, (An imprint of Wipf & Stock), 2017., ISBN 978-1-4982-4030-7.
- Recognition of Augsburg Confession. In: Theological Studies, Vol. 41, No. 2, June,  1980.
- The Ecclesiology of the Augsburg Confession. In The Heythrop Journal, Vol. XXIII, No. 2, April, 1982.
- Toward A Definition of Creativity. In: Essays on Creativity and Science, edited by D.M. De Luca, Honolulu, Hawaii: Hawaii Council of Teachers of English, 1986.
- Education as a Process: Whitehead’s The Aims of Education Revisited. In The Adventure of Education: Process Philosophers on Learning, Teaching, and Research, edited by Adam C. Scarfe, Amsterdam: Rodopi, 2009.
- A Prophetic Voice: Karl Rahner on the Future of the Church. In: Philosophy & Theology: Marquette University Journal, Vol. 23, No. 2, 2011.

## Preise und Auszeichnungen
1986 Inducted into Delta Epsilon Sigma : National Scholastic Honor Society
- 1992–1995 Appointed to National Screening Committee to evaluate candidates for the Fulbright and other scholarships in Germany, the United Kingdom, and Ireland.
- 1996–97 Alumni Undergraduate Teaching Excellence Award,
- 1997 Mortar Board Favorite Educator Award at Auburn University
- 1997 Elected member of The Honor Society of Phi Kappa Phi
- 2002 Named „Favorite Faculty“ member by the students of Omicron Delta Kappa
- 2002 Inducted into Golden Key International Society
- 2002–2003 Elected member of the College of Liberal Arts Academy of Teaching and Outstanding Teachers
- 2003–20004 Teaching Excellence Award in the Humanities from the College of Liberal Arts of Auburn University
- 2008 Invited lecture given at the University of Salzburg on „Augustin und die Haeresian seiner Zeit“
- 2009: Academic Freedom Award von der American Association of University Professors
- 2009 Invited by the Christus Theological Institute, (An Ecumenical Consortium of Bay Area Churches in Mobile) to give a Lecture on the „Muslim-Christian Dialogue & Fethullah Gulen.“
- 2012 Named to the Global Teaching Academy for „exceptional teaching in an international context.“
- 2013 Received the Peace And Dialogue Award from The Atlantic Institute for his Service Within the Auburn-Opelika Community.
- 2013 Received the Martha and John Stone Award & Lectureship for promoting multicultural Understanding, Equality, and Justice at Auburn University.
- 2014 Named Fellow of Phi Beta Delta Honor society for International Scholars